# مارغريت أبوت
مارغريت أبوت (بالإنجليزية: Margaret Abbott)‏ هي لاعبة غولف أمريكية، ولدت في 15 يونيو 1878 في كلكتا في الهند، وتوفيت في 10 يونيو 1955 في غرينيتش في الولايات المتحدة.

## وصلات خارجية
- مارغريت أبوت على موقع اللجنة الأولمبية الدولية (الإنجليزية)
- مارغريت أبوت على موقع أوليمبيديا (الإنجليزية)
- مارغريت أبوت على موقع الموسوعة البريطانية (الإنجليزية)